# Povijest Kirgistana
Kirgistan, službeno Kirgiska Republika je kontinentalna država u Srednjoj Aziji.
Kameni ulomci pronađeni u Tanšanu ukazuju na prisutnost ljudi na području današnjega Kirgistana prije oko 200,000 do 300,000 godina. Prvi pisani zapisi o ljudskoj civilizaciji na području današnjeg Kirgistana, pojavili su se u kineskim kronikama počevši prije oko 2000 godina prije Krista.
Područje današnjega Kirgistana, dugo vremena je bio u sastavu Perzijskog Carstva i bilo naseljeno iranskim plemenima.
Kirgizi su bili nomadski narod, koji su živjeli u prostoru stepa srednje Azije od rijeke Jenisej preko Altaja do Bajkalskog jezera. Godine 840. pobijedili su državu Ujgura i osnovali svoju vlastitu državu u prostoru Altaja i Tanšana. S vremenom su se selili prema jugu u prostor srednje Azije gdje danas žive. U tom prostoru su živjela razna turkijska plemena. Godine 1207., pobijedili su ih Mongoli (nasljednici Džingis-kana). Kirgizi su tokom stoljeća bili pod velikim utjecajem Mongola, Kineza i muslimana te su se miješali s raznim narodima. U 17. st., Kirgizi su ratovali protiv mongolskih Džungura, a u 18. st. su priznali vlast Kineskog carstva za vrijeme dinastije Qing. U 19. st. je na prostoru Kirgistana nastao islamski Kokandski Kanat unutar kojeg su Kirgizi prihvatili islam. Godine 1876. su Rusi okupirali Kokandski Kanat i tada su Kirgizi postali dio Ruskog Carstva. Mnogi Kirgizi iselili su u današnji Afganistan.
Godine 1918. na vlast dolaze komunisti nakon velikih borbi između komunista i njihovih protivnika koji su imali značajan utjecaj u srednjoj Aziji. Kirgistan postaje dio Sovjetskog saveza. Godine 1924. osnovano je Kara-Kirgisko autonomno područje, a 1926. Kirgiska Autonomna Sovjetska Socijalistička Republika u sklopu Ruske Sovjetske Socijalističke Republike. 1936. je proglašena Kirgiska Sovjetska Socijalistička Republika, koja je bila posebna republika unutar SSSR-a i nije bila dio Rusije. Pod sovjetskom vlašću je došlo do dramatičnih promjena u kirgiskom društvu. Zabranjuje se nomadstvo i osnivaju novi gradovi i sela u koje se naseljavaju Kirgizi. Osniva se industrija i moderniziraju poljoprivreda i stočarstvo. Razvija se kultura i književnost te se standardizira kirgiski jezik koji je 1928. prihvatio latinicu (dotad se pisalo arapskim pismom), a 1941. ćirilicu.
Godine 1990. dolazi do tenzija između Kirgistana i Uzbekistana unutar SSSR-a oko područja grada Oša gdje živi većina Uzbeka. Došlo je do borbi u kojima je poginulo 300 osoba. 1990. slabi moć komunista, a jača Kirgiski demokratski pokret čiji predstavnici ulaze u parlament. U kolovozu 1990. je izabran novi predsjednik Askar Akajev. 1991. je glavni grad Frunze preimenovan u Biškek. Nakon raspada SSSR-a, 31. kolovoza 1991., Kirgistan proglašava nezavisnost. Akajev je pobijedio na prvim demokratskim izborima. U državi slabi gospodarstvo i jača siromaštvo. To dovodi do nezadovoljstva predsjednikom, koji je optužen za izbornu prijevaru i svrgnut 4. travnja 2005. u tzv. Revoluciji tulipana. Na vlast je tada došao vođa oporbe Kurmanbek Bakijev.

## Poveznice
- Srednja Azija

## Vanjske poveznice
Sestrinski projekti
|  | Zajednički poslužitelj ima još gradiva o temi Povijest Kirgistana |